# Esse baptistförsamling
Esse baptistförsamling är en baptistförsamling i Pedersöre i Österbotten i Finland. Församlingen grundades den december 1874 med Johan Johansson Rådmans som föreståndare. Församlingens kapellet invigdes 1889.

## Föreståndare
- 1874–1897: Johan Johansson Rådmans
- 1897–1900: G. Källman
- 1900–1903: M. Esselström
- 1903–1906: I. A. Sundell
- 1906–1907: A. Eriksson
- 1907–1909: K. W. Nordlund
- 1909–1914: J. Rådmans och E. Pettersson
- J. Esselström
- 1934–1936: Gustaf Uppgård
- 1941-1945: Edvin Svanbäck
- 1950–1953: Roy Holmlund
- 1954–1956: Harald Westerlund
- 1962–1967: Herbert Söderqvist
- 1967–1970: Hugo Holmlund
- 1970– Mikael Lidman